# Loi 15 du beach soccer
La loi 15 du beach soccer fait partie des lois régissant le beach soccer, maintenues par l'International Football Association Board (IFAB). La loi 15 se rapporte à la sortie de but.

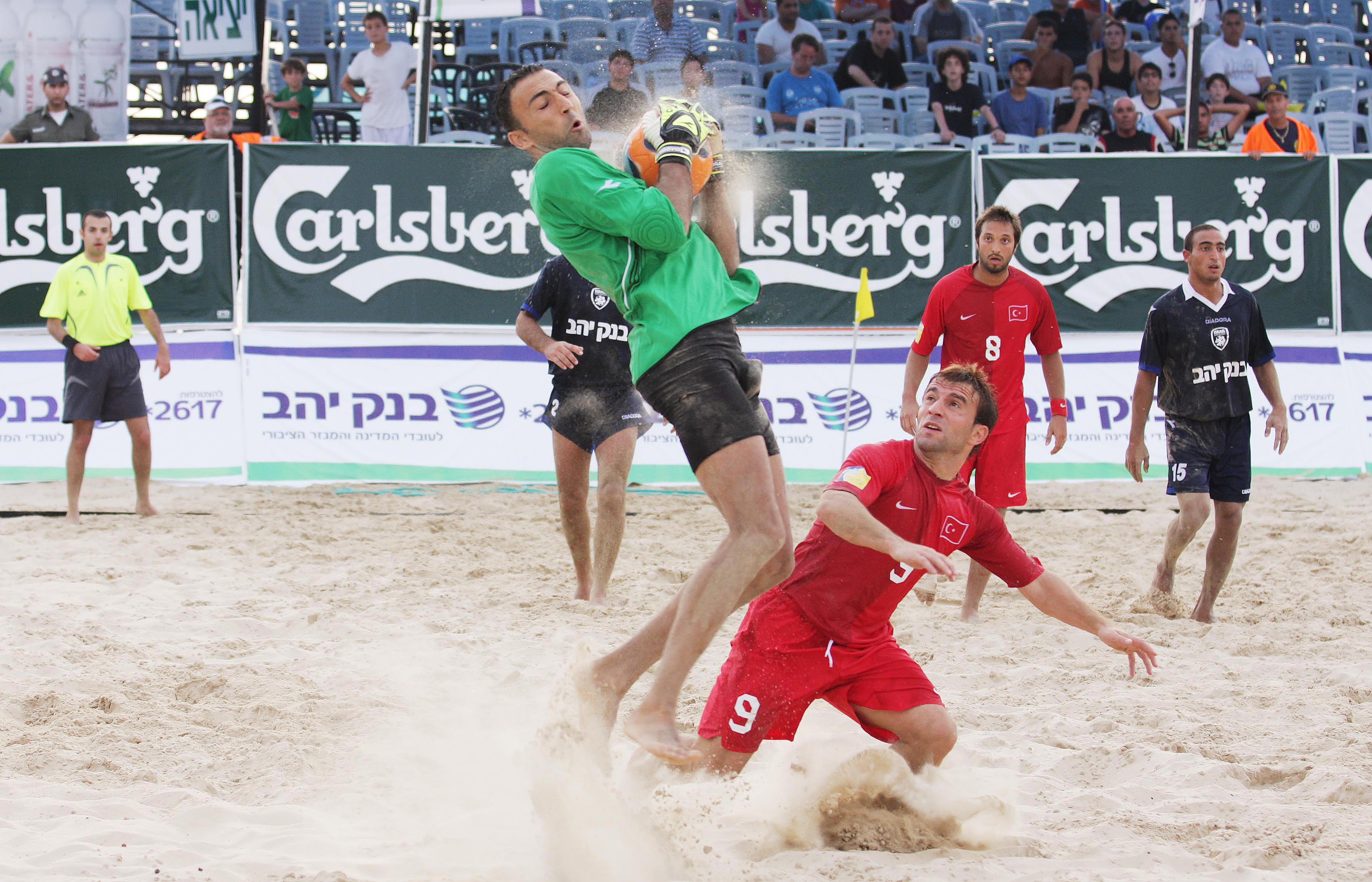
Gardien sortant pour récupérer le ballon.

## Règlement actuel

### Sortie de but
La sortie de but est une façon de reprendre le jeu. Une sortie de but est accordée quand le ballon, touché en dernier par un joueur de l’équipe qui attaque, a entièrement franchi la ligne de but, soit à terre, soit en l’air, sans qu’un but n’ait été marqué conformément à la Loi 10.
Il est impossible de marquer directement sur une sortie de but, si le ballon entre directement dans le but adverse le jeu reprend par une sortie de but au bénéfice de l’équipe adverse.

### Exécution
Le ballon est dégagé à la main d’un point quelconque de la surface de réparation par le gardien de but de l’équipe qui défendait, le gardien ne peut toucher un ballon passé par un partenaire pour la deuxième fois avant qu’un adversaire ne l’ait touché (cf. Loi 16). Une fois qu’il a le ballon en main, le gardien a 5 secondes pour effectuer la sortie de but. Le ballon est en jeu dès qu’il quitte les mains du gardien.

### Infractions et sanctions
Un coup franc direct est accordé à l’équipe adverse sur le point central imaginaire si le gardien met plus de 5 secondes pour effectuer la sortie de but, s'il l'exécute au pied ou s'il retouche le ballon sans que celui-ci ait été touché par un autre joueur.
Si à l’occasion d’une sortie de but le ballon entre directement dans le but adverse, le jeu reprend par une sortie de but au bénéfice de l’équipe adverse. Mais si le ballon touche un quelconque joueur avant de rentrer dans le but, le but est accordé.
Si, à l’occasion d’une sortie de but, le gardien de but envoie le ballon directement dans son propre but, un coup de pied de coin est accordé à l’équipe adverse.